# 2×2
『2×2』（ツー・バイ・ツー）は、うういずみによる日本の漫画作品。

## 概要
『週刊少年チャンピオン』にて1998年より連載された。単行本全12巻。韓国・台湾でも翻訳出版されている。
不運共有双生児、またの名を「コルシカの兄弟」と呼ばれる「双子の片方が受けた痛みや苦しみ、傷、病気などの肉体的不運をもう片方も共有してしまう」体質をもつ双子の男子高校生・華神孝輝と華神滅暗が、同じく不運共有双生児である双子の女子高校生・瓜野涼子と瓜野淳子、彼らを取り巻く友人たちとドタバタを繰り広げるラブコメディ。

## 登場人物

### 主役
華神孝輝（かがみ こうき）
主人公の一人。滅暗とは双子の兄弟。生まれた順で兄に当たる。12月31日生まれ、高校2年生。身長187cm、体重89kg、AB型。クールで一匹狼な性格だが、思いを寄せている瓜野淳子には弱い。
華神滅暗（かがみ めつあん）
主人公の一人。孝輝とは双子の兄弟。生まれた順で弟に当たる。1月1日生まれ、高校2年生。孝輝と誕生日が違うのは、年をまたいで生まれたため。身長187cm、体重89kg、AB型。お調子者で明るく、能天気な性格で、友人も多い。同じ不運共有双生児である瓜野涼子に思いを寄せている。
瓜野涼子（うりの りょうこ）
ヒロインの一人。淳子とは双子の姉妹。2月22日生まれ、高校2年生。身長150cm、体重36kg、A型。淳子とは顔が瓜二つの上服装までお揃いにしているため、一目では見分けがつかないが、涼子の方は活発でいわゆるツンデレタイプ。口癖は「しう」。涼子・淳子姉妹は孝輝・滅暗兄弟とは異なるタイプの不運共有双生児であり、何らかの理由で2人が離れてしまうと、一定時間（大体1時間ほど）で体調不良に陥り、そのまま放置すると死に至ってしまう。そのため、常に2人で行動を共にしている。実家は大金持ちで、お嬢様でもある。
瓜野淳子（うりの じゅんこ）
ヒロインの一人。涼子とは双子の姉妹。2月22日生まれ、高校2年生。身長150cm、体重36kg、A型。涼子とは容姿から服装まで瓜二つだが、淳子の方はおしとやかで奥手、前髪に一筋後れ毛がある。口癖は「ふゆ」。前述の理由により、涼子とは常に2人で行動している。

### 三人組
滅暗とよく行動を共にする三人組のクラスメイト。
太田吾郎（おおた ごろう）
身長182cm、O型。丸刈り頭で大食いの巨漢。
上杉新八（うえすぎ しんぱち）
身長174cm、A型。長髪で頭にバンダナをつけている。
吉村芳緒（よしむら よしお）
身長158cm、O型。小柄で眼鏡をかけた少年。